# Salling Provsti
Salling Provsti er et provsti i Viborg Stift.  Provstiet ligger i de tidligere Sallingsund, Spøttrup og Sundsøre Kommuner, der nu alle indgår i Skive Kommune.
Salling Provsti består af 25 sogne med 33 kirker, fordelt på 5 pastorater.

## Pastorater
| Pastorater i Salling Provsti                      | Pastorater i Salling Provsti | Pastorater i Salling Provsti |
| ------------------------------------------------- | ---------------------------- | ---------------------------- |
| Balling-Volling-Krejbjerg-Oddense-Otting Pastorat | Harrevig Pastorat            | Nordsalling-Fur Pastorat     |
| Vestsalling Pastorat                              | Østsalling Pastorat          |                              |

## Sogne
| Sogne i Salling Provsti | Sogne i Salling Provsti | Sogne i Salling Provsti      |
| ----------------------- | ----------------------- | ---------------------------- |
| Balling Sogn            | Brøndum-Hvidbjerg Sogn  | Durup-Tøndering-Nautrup Sogn |
| Fursund Sogn            | Glyngøre Sogn           | Grinderslev Sogn             |
| Grønning Sogn           | Harre Sogn              | Hjerk Sogn                   |
| Håsum Sogn              | Jebjerg-Lyby Sogn       | Krejbjerg Sogn               |
| Lem Sogn                | Lihme Sogn              | Oddense Sogn                 |
| Otting Sogn             | Ramsing Sogn            | Roslev Sogn                  |
| Rybjerg Sogn            | Rødding Sogn            | Sæby Sogn                    |
| Thise Sogn              | Vejby Sogn              | Vile Sogn                    |
| Volling Sogn            |                         |                              |

## Salling Herreders Provsti
Indtil Kommunalreformen i 1970 hed provstiet Salling Herreders Provsti. Provstiet bestod dengang af sognene i Harre, Nørre, Rødding og Hindborg herreder.
Efter 1970 blev række sogne sogne fra Hindborg Herred lagt sammen med det tidligere Fjends Herreds Provsti. Ved denne lejlighed skiftede dette provsti navn til Skive-Fjends Provsti.
Sogne tilført Skive-Fjends Provsti efter 1970:
- Dølby Sogn
- Egeris Sogn
- Estvad Sogn
- Hem Sogn
- Hindborg Sogn
- Resen Sogn
- Rønbjerg Sogn
- Skive Sogn
- Skive Landsogn (Lund og Vinde)